# Žloutkový váček

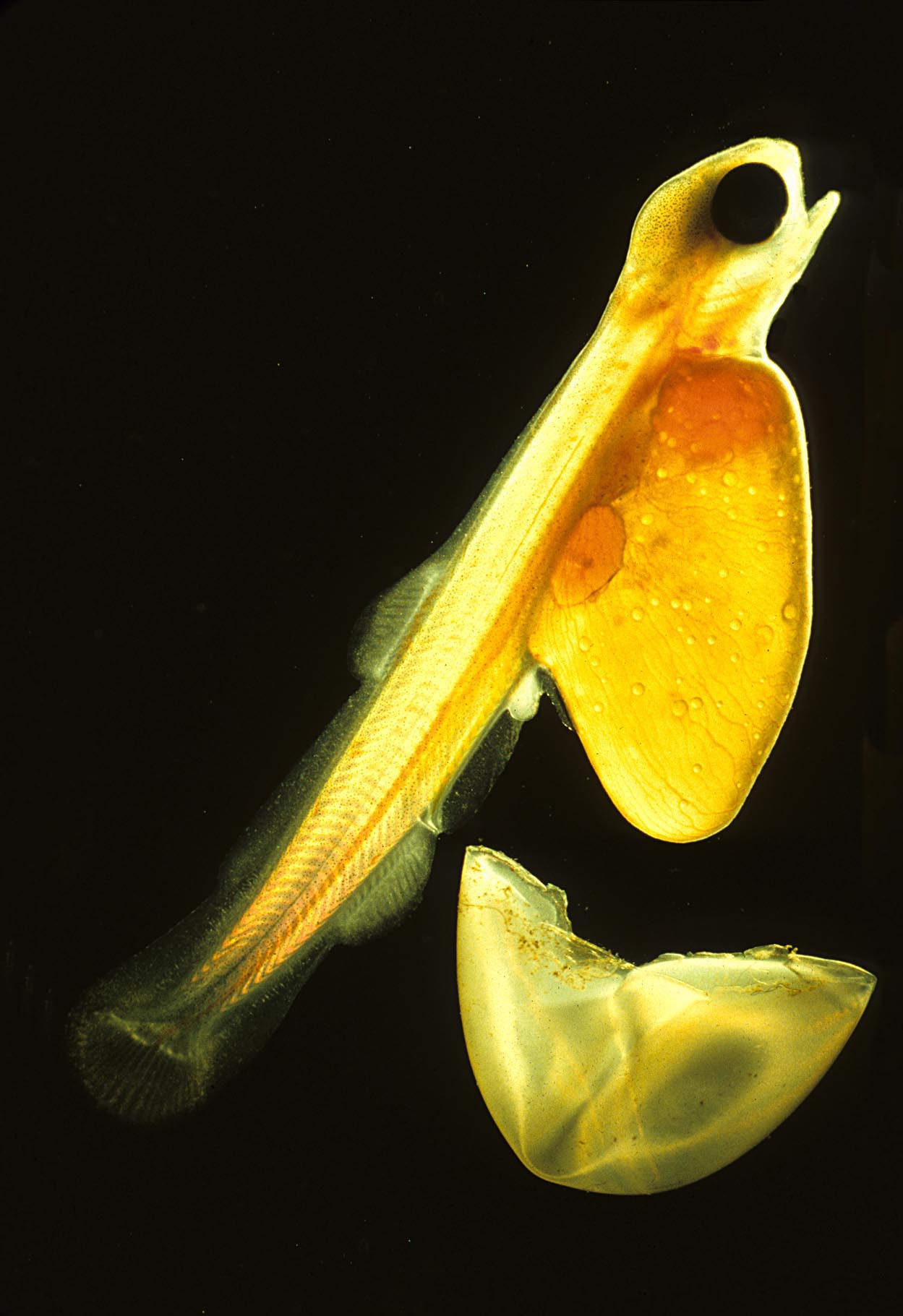
Juvenilní losos se žloutkovým váčkem

Žloutkový váček je zárodečný váček vyskytující se u některých skupin živočichů v raném stadiu jejich vývoje. Jedná se o vak na břišní straně těla, který obsahuje látky určené k výživě organismu, dokud není sám schopen přijímat potravu ze svého okolí. Během vstřebávání látek ze žloutkového váčku dochází k jeho postupnému obrůstání, až nakonec zcela zaniká.
U člověka vzniká primitivní žloutkový váček devátý den, kdy dutinu blastocysty (vnitřní povrch cytotrofoblastů) obrostou buňky a vytvoří exocoelomovou membránu (Heuserovu membránu). Třináctý den proliferují buňky hypoblastu na vnitřní povrch exocoelomové membrány. Vzniká tak definitivní žloutkový váček, který je několikanásobně menší než primitivní žloutkový váček díky vytvoření choriové dutiny.